# Kanton Savenay
Kanton Savenay (fr. Canton de Savenay) je francouzský kanton v departementu Loire-Atlantique v regionu Pays de la Loire. Tvoří ho osm obcí.

## Obce kantonu
- Bouée
- Campbon
- La Chapelle-Launay
- Lavau-sur-Loire
- Malville
- Prinquiau
- Quilly
- Savenay